# Cromhidrosis
La Cromhidrosis es una condición extraña por la secreción de sudoración colorada. Esta es causada por la deposición de lipofuscina en la glándulas sudoríparas. Casos de sudor rojo, azul, verde, amarillo, rosado y negro han sido reportadas. 
Por lo general la Cromhidrosis afecta a las glándulas aprocinas, especialmente en la cara y la axilas. Existe un número limitado de tratamientos, incluidos la aplicación de la crema Capsaicina, y su efecto es prolongado por el tratamiento de la toxina botulínica. Los pigmentos son producidos por la bacteria (Corynebacterium en particular) están implicados en esta condición, pero su rol exacto aún requiere una aclaración de aclaración microbiológica. 
La Cromhidrosis de las glándulas ecrinas es rara; esto ocurre principalmente por el consumo de colorantes o drogas. 

## Otras lecturas
- Schwarz, T; Neumann, R; Duschet, P; Brückler, B; Klein, W; Oppolzer, G; Bardach, H; Gschnait, F (1989). «Apokrine Chromhidrose» [Apocrine chromhidrosis]. Der Hautarzt (en alemán) 40 (2): 106-9. PMID 2714985.
- Marksjr, J (1989). «Treatment of apocrine chromhidrosis with topical capsaicin». Journal of the American Academy of Dermatology 21 (2 Pt 2): 418-20. PMID 2474015. doi:10.1016/S0190-9622(89)80050-7.
- Bartels, Eva (2008). «Farbkodierte Dopplersonographie der Vertebralarterien. Vergleich mit der konventionellen Duplexsonographie» [Color coded Doppler sonography of the vertebral arteries. Comparison with conventional duplex sonography]. Ultraschall in der Medizin 13 (2): 59-66. PMID 1604294. doi:10.1055/s-2007-1005277.

- Datos: Q2966706